# قانون الفتنة لعام 1918
قانون الفتنة لعام 1918 (صدر في 16 مايو 1918) كان قانونًا صادرًا عن الكونغرس الأمريكي وسّع نطاق قانون التجسس لعام 1917 ليشمل مجموعة أوسع من الجرائم، لا سيما الخطاب والتعبير عن الرأي الذي يضع الحكومة أو الجهود الحربية في صورة سلبية أو يعوق بيع السندات الحكومية. 
كان هذا القانون يمنع استخدام أي كلمات "غير مخلصة، بذيئة، مسيئة، أو تحقيرية" ضد حكومة الولايات المتحدة أو علمها أو قواتها المسلحة. كما كان يحظر أي تعبير يجعل الناس ينظرون إلى الحكومة أو مؤسساتها بازدراء. الأشخاص الذين كانوا يُحاكمون بموجب هذا القانون غالبًا ما يتلقون أحكامًا بالسجن تتراوح بين 5 إلى 20 عامًا.
بالإضافة إلى ذلك، سمح القانون لمدير البريد العام برفض تسليم أي رسائل تحتوي على كلام أو آراء تخالف القانون. وقد كان هذا القانون يُطبق فقط في أوقات "الحرب"، مثلما كانت الولايات المتحدة في حالة حرب خلال الحرب العالمية الأولى. إلا أن القانون أُلغي في 13 ديسمبر 1920.
رغم أن القانون الصادر عام 1918 يُعرف عمومًا باسم "قانون الفتنة"، فإنه في الحقيقة كان مجرد تعديلات على قانون التجسس. ولذلك، يجد العديد من الباحثين صعوبة في التمييز بين القانونين عند دراستهما. على سبيل المثال، أشار أحد المؤرخين إلى أن حوالي 1500 قضية نُظرت بموجب قوانين التجسس والفتنة، وأسفرت عن أكثر من ألف إدانة. ومن الناحية القانونية، لم تستخدم المحاكم مصطلح "قانون الفتنة"، بل استخدمت الاسم الرسمي "قانون التجسس"، سواء بصيغته الأصلية أو المعدلة في عام 1918.

## بالنسبة للقوانين السابقة
كان قانون التجسس الصادر عام 1917 يجرّم أي محاولة لتعطيل المجهود الحربي، أو عرقلة التجنيد العسكري، أو مساعدة دولة في حالة حرب مع الولايات المتحدة. ولكن في ذلك الوقت، كان هناك عنف يمارسه المواطنون محليًا، سواء عن طريق جماعات غوغائية أو أفراد يتصرفون بأنفسهم، مما جعل بعض المشرعين يرون أن القانون غير كافٍ. من وجهة نظرهم، كانت البلاد تشهد اضطرابات عامة، وكان الناس يحاولون معاقبة الخطاب غير المقبول بسبب عجز الحكومة عن القيام بذلك. وبالتالي، جاءت التعديلات على قانون التجسس بهدف تعزيز سلطة الحكومة ومنع الغوغاء من القيام بما تعجز الحكومة عن فعله.

## النقاش وإقرار القانون
كان الرئيس وودرو ويلسون ومدعيه العام توماس وات غريغوري يعتبران مشروع القانون حلاً سياسيًا وسطًا. فقد كانا يأملان في تجنب جلسات استماع قد تُحرج الإدارة بسبب فشلها في ملاحقة الخطاب المسيء قانونيًا. كما كانا يخشيان مقترحات أخرى تهدف إلى نقل سلطة الادعاء من وزارة العدل إلى وزارة الحرب، مما كان سيؤدي إلى إنشاء نوع من المحاكم العسكرية المدنية المشكوك في دستوريتها.
وجاء التصويت النهائي لإقرار القانون بـ48 صوتًا مقابل 26 في مجلس الشيوخ، و293 صوتًا مقابل صوت واحد في مجلس النواب. وكان الصوت المعارض الوحيد في مجلس النواب للنائب الاشتراكي ماير لندن من نيويورك. ورغم أن معظم النقاش تركز على صياغة القانون الدقيقة، إلا أن هناك معارضة كبيرة ظهرت في مجلس الشيوخ، خصوصًا من الجمهوريين مثل هنري كابوت لودج وهيرام جونسون. حيث دافع جونسون عن حرية التعبير، فيما اشتكى لودج من أن الإدارة لم تستغل القوانين القائمة بالفعل. كما أعرب الرئيس السابق ثيودور روزفلت عن معارضته للقانون.
أما مسؤولو وزارة العدل، الذين لم يكن لديهم حماس كبير تجاه القانون، فقد كانوا يأملون أن يساعد القانون، حتى وإن لم ينتج عنه العديد من الملاحقات القضائية، في تهدئة دعوات الجمهور للمزيد من التدخل الحكومي ضد أولئك الذين يُعتبرون غير وطنيين بما يكفي.

## التنفيذ والتحديات الدستورية
صدر التشريع في وقت متأخر جدًا من الحرب، قبل بضعة أشهر فقط من يوم الهدنة، ولذلك كانت المحاكمات بموجب أحكام قانون الفتنة قليلة. واحدة من أبرز القضايا كانت قضية "مولي ستيمر"، التي أُدينت بموجب قانون التجسس بعد تعديله بقانون الفتنة. في البداية، كان للمدعين العامين الفيدراليين حرية كبيرة في استخدام هذه القوانين، لكن المدعي العام "غريغوري"، قبل أسابيع قليلة من انتهاء الحرب، أمرهم بعدم اتخاذ أي إجراء دون موافقته. اختلفت شدة التنفيذ من منطقة إلى أخرى، وكان النشاط الأكبر في الولايات الغربية حيث كان اتحاد العمال "عمال العالم الصناعيين" نشطًا. على سبيل المثال، تم القبض على "ماري إيكوي" بسبب خطاب ألقته في قاعة الاتحاد في بورتلاند، أوريغون، وأُدينت بعد انتهاء الحرب.
في أبريل 1918، ألقت الحكومة القبض على الصناعي "ويليام سي. إيدنبورن"، وهو مواطن متجنس من ألمانيا، في مقر عمله بالسكة الحديدية في نيو أورلينز، لويزيانا. وُجهت إليه تهمة التحدث بشكل "غير مخلص" عندما قيل إنه قلل من تهديد ألمانيا لأمن الولايات المتحدة.
في يونيو 1918، تم اعتقال "يوجين في. ديبس"، أحد قادة الحزب الاشتراكي من إنديانا، بتهمة انتهاك قانون الفتنة من خلال تقويض جهود التجنيد التي تقوم بها الحكومة. حُكم عليه بالسجن عشر سنوات، وقضى عقوبته في السجن الفيدرالي في أتلانتا من 13 أبريل 1919 حتى ديسمبر 1921، عندما خفف الرئيس "هاردينغ" عقوبته إلى المدة التي قضاها. وفي مارس 1919، بناءً على اقتراح من المدعي العام "غريغوري"، أطلق الرئيس ويلسون سراح أو خفف الأحكام عن نحو 200 سجين أدينوا بموجب قانون التجسس أو قانون الفتنة.
مع انتهاء العمل بالقانون بعد نهاية الأعمال العدائية، قاد المدعي العام "أ. ميتشيل بالمر" حملة علنية لدعم إصدار نسخة من قانون الفتنة تُطبق في زمن السلم، وذلك بالتزامن مع حملته للحصول على ترشيح الحزب الديمقراطي للرئاسة. أرسل في يناير 1919 منشورًا إلى رؤساء تحرير الصحف يوضح فيه أسباب دعمه للقانون، مشيرًا إلى خطورة الصحافة باللغة الأجنبية والمحاولات الراديكالية لإثارة الاضطرابات في المجتمعات الأمريكية من أصل أفريقي. وفي يونيو 1920، أدلى بشهادته لدعم مثل هذا القانون. ومع ذلك، لم يتخذ الكونغرس أي إجراء بشأن الاقتراح المثير للجدل خلال عام الانتخابات 1920.
في وقت لاحق من يونيو 1920، بعد قرار محكمة انتقد حملة "بالمر" ضد الراديكاليين بسبب إساءة استخدام السلطة، كتب صحيفة "Christian Science Monitor" في 25 يونيو 1920: "ما بدا أنه تجاوز في الراديكالية ... قوبل بلا شك بتجاوز في القمع". كان قانون تسجيل الأجانب لعام 1940 أول قانون أمريكي للفتنة يُطبق في زمن السلم.
أيدت المحكمة العليا الأمريكية قانون الفتنة في قضية Abrams v. United States عام 1919، حيث طُبق على أشخاص دعوا إلى الحد من إنتاج المواد الحربية الأساسية. واستخدم القاضي "أوليفر وندل هولمز" رأيه المخالف للتعليق على مفهوم "سوق الأفكار". ومنذ ذلك الحين، جعلت قرارات المحكمة العليا اللاحقة، مثل Brandenburg v. Ohio عام 1969، من غير المرجح أن يُعتبر تشريع مشابه دستوريًا في الوقت الحالي.

## إلغاء القانون
في إطار إلغاء شامل للقوانين التي أُصدرت في زمن الحرب، ألغى الكونغرس قانون الفتنة في 13 ديسمبر 1920. وفي عام 1921، عرض الرئيس "وودرو ويلسون" العفو عن معظم المدانين بموجب قانون الفتنة.